# Barbula santessonii
Barbula santessonii är en bladmossart som beskrevs av Edwin Bunting Bartram 1952. Barbula santessonii ingår i släktet neonmossor, och familjen Pottiaceae. Inga underarter finns listade i Catalogue of Life.